# The Legend of Nayuta: Boundless Trails
The Legend of Nayuta: Boundless Trails (那由多の軌跡?, Nayuta no kiseki) è un videogioco di ruolo del 2012 sviluppato e pubblicato da Nihon Falcom per PlayStation Portable. Il titolo è uno spin-off della serie The Legend of Heroes.
Nel 2021 il gioco ha ricevuto una conversione per PlayStation 4 e Microsoft Windows. La versione in inglese del gioco è distribuita a partire da settembre 2023, per PlayStation 4, PC e Nintendo Switch.